# 三川県 (寧夏回族自治区)
三川県（さんせん-けん）は中華人民共和国寧夏回族自治区にかつて設置された県。現在の固原市南開成郷一帯に相当する。
金代の大定年間に三川砦より昇格して設置された。1271年（至元7年）、元朝により廃止され原州に統合された。